# شهرک (تفتان)
شهرک (تفتان)، روستایی از توابع بخش نازیل شهرستان تفتان در استان سیستان و بلوچستان ایران است.این روستا مکانی نخبه پرور ،با دو پزشک متخصص و یک پزشک عمومی و چهار نفر دانشجوی مقطع دکتری و یک نفر مسلط به پنج زبان زنده دنیا و نویسنده ، ده نفر فوق لیسانس و دهها نفر لیسانس و فوق دیپلم می باشد که در ادارات و نهادهای استان در سمتهای مختلف از جمله فرماندار شهرستان ،معاونت ادارات کل و ریاست ادارات و کارمند جزء و فرهنگی و نجاتگر هلال احمر و شهرداری و...توانسته اند در میهن اسلامیشان نقش ایفا نمایند.
این روستا می رود که در آتی با کاشت باغات زرشک و بادام یکی از قطبهای تولید زرشک و بادام در شهرستان تفتان باشد.البته برای اولین بار در روستای شهرک محصول توت فرنگی به روش هیدروپونیک در محیط گلخانه و همچنین زعفران به روش آیروپونیک در فضای مسقف بصورت پایلوت کشت گردید.از دیگر محصولات این روستا می توان به زردآلو، انار، انجیر، پسته، آلو، بادام، ذرت، سنجد، گردو و سیب اشاره نمود.

## جمعیت
این روستا در بخش نازیل قرار دارد و براساس سرشماری مرکز آمار ایران در سال 1390، جمعیت آن ۱۶۲ نفر (۶۰خانوار) بوده‌است.دارای سه عضو شورا که رییس شورا مرادمحمد ریگی-نایب رئیس امیدهان ریگی شهرکی -منشی محمود شه بخش می‌باشد .و دارای دهیاری می باشد.